# Barlière du Lauzon
Claude-Ferdinand Estève, conocido como Barlière du Lauzon (Sigonce, Alpes de Alta Provenza, 6 de junio de 1855 - Marsella, Francia, 18 de noviembre de 1937), fue un poeta francés.
Fue autor de poemas filosóficos, algunos de ellos en provenzal, así como de obras de teatro en verso.
Entró en la Sociedad de Autores y Compositores Dramáticos el 4 de noviembre de 1921.

## Obras
Bajo el nombre de Ferdinand Estève
- Honneur, drame en 3 actes, en vers, précédé de Devoir, pièce en 1 acte, en vers, 1894
- Le Martyre de saint Victor de Marseille, poème en 9 chants, 1898 Texte en ligne [archive]
- Revendications, 1901

Bajo el nombre de Barlière du Lauzon
- Le Baron de Viteaux, drame en 4 actes et en vers, 1915
- Le Tyran gigantesque, poème interprétatif des prophéties et livres sibyllins relativement à la fin des temps. Dieu, Espérance, poèmes philosophiques, 1916
- Les Convives de Pierre Puget, pièce en 1 acte en vers, Grand Casino de Marseille, 16 de abril de 1921
- Les Matutinales, s. d.
- Moun vilàgi, chanson provençale sur le village de Sigonce, 21 de agosto de 1921